# Kevin Santos
Kevin José Gonçalves Santos (2 de mayo de 1996) es un deportista portugués que compite piragüismo en la modalidad de aguas tranquilas.
En los Juegos Europeos de Cracovia 2023 consiguió una medalla de oro en la prueba de K2 200 m mixto. Ganó dos medallas de oro en el Campeonato Europeo de Piragüismo, en los años 2022 y 2024.

## Palmarés internacional
| Juegos Europeos    | Juegos Europeos    | Juegos Europeos | Juegos Europeos |
| Año                | Lugar              | Medalla         | Competición     |
| ------------------ | ------------------ | --------------- | --------------- |
| 2023               | Cracovia (Polonia) | Medalla de oro  | K2 200 m mixto  |
| Campeonato Europeo |                    |                 |                 |
| Año                | Lugar              | Medalla         | Competición     |
| 2022               | Múnich (Alemania)  | Medalla de oro  | K1 200 m        |
| 2024               | Szeged (Hungría)   | Medalla de oro  | K2 200 m        |